# Jembatan Palu IV
Die Jembatan Palu IV (deutsch Brücke Palu IV) war eine Bogenbrücke in der Stadt Palu in der indonesischen Provinz Zentralsulawesi. Sie überspannte den Fluss Palu, direkt an seiner Mündung in die Bucht von Palu und verband so die Stadtteile Besuru (Ostpalu) und Lere (Westpalu).
Die Jembatan Palu IV war die erste Bogenbrücke auf Sulawesi. Sie wurde im Mai 2006 von Staatspräsident Susilo Bambang Yudhoyono eingeweiht und verfügte über zwei gelbe Bögen, der mittlere Pfeiler stand auf einer kleinen Flussinsel. Die Gesamtlänge betrug 250 Meter, die maximale Höhe des Bauwerks 20,5 Meter und die Breite 7,5 Meter.
Am 28. September 2018 wurde die Brücke von einem Tsunami nach dem Sulawesi-Erdbeben 2018 getroffen und zerstört.
Die Regierung kündigte an, die Brücke wieder zu errichten und dabei auf Faktoren der Erdbebensicherheit Rücksicht zu nehmen. Die japanische Entwicklungsbehörde JICA unterstützt den Wiederaufbau mit 2,5 Mrd. Yen (umgerechnet etwa 21,3 Mio. Euro).

Galerie
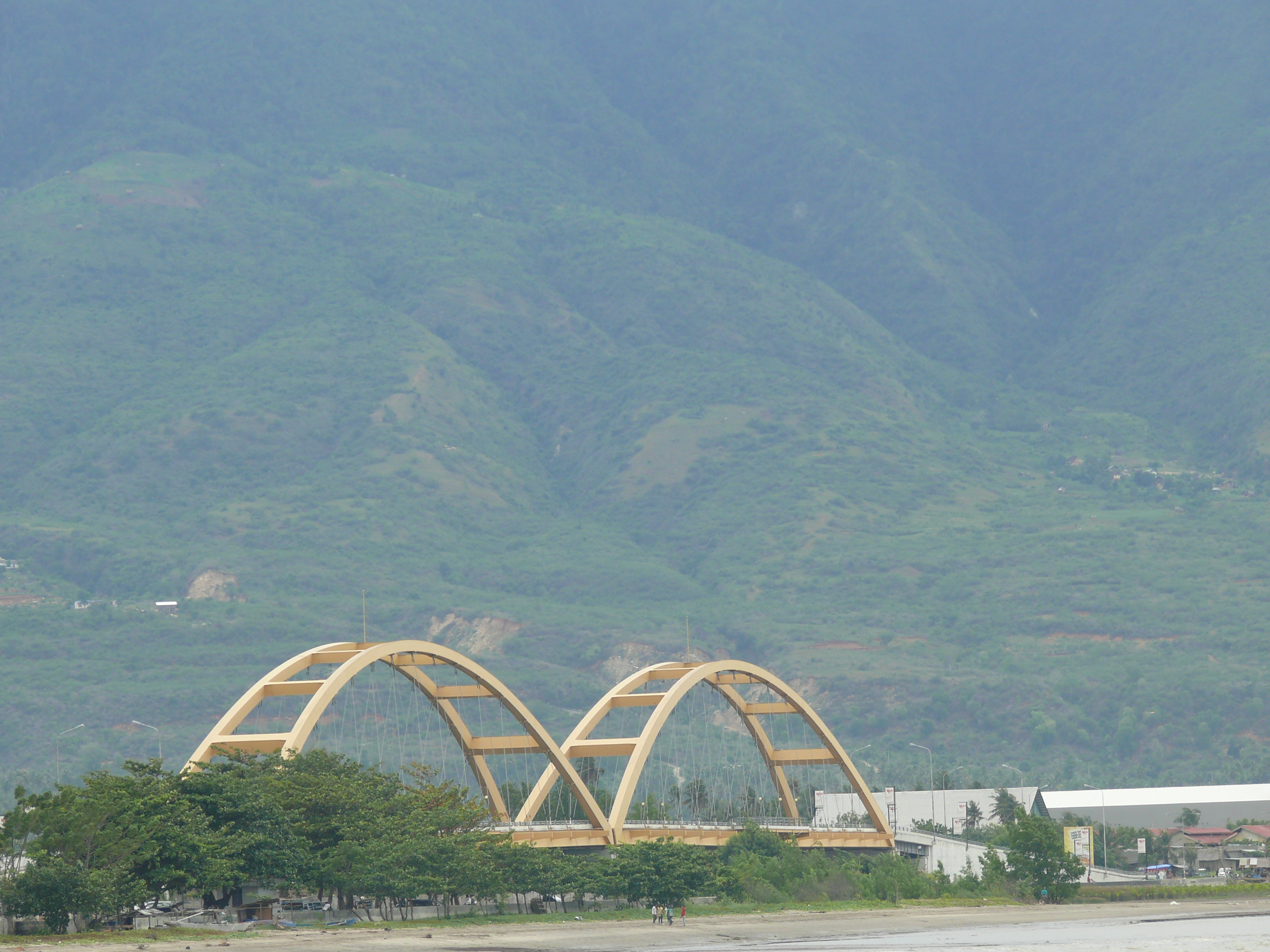
Vom Meer aus
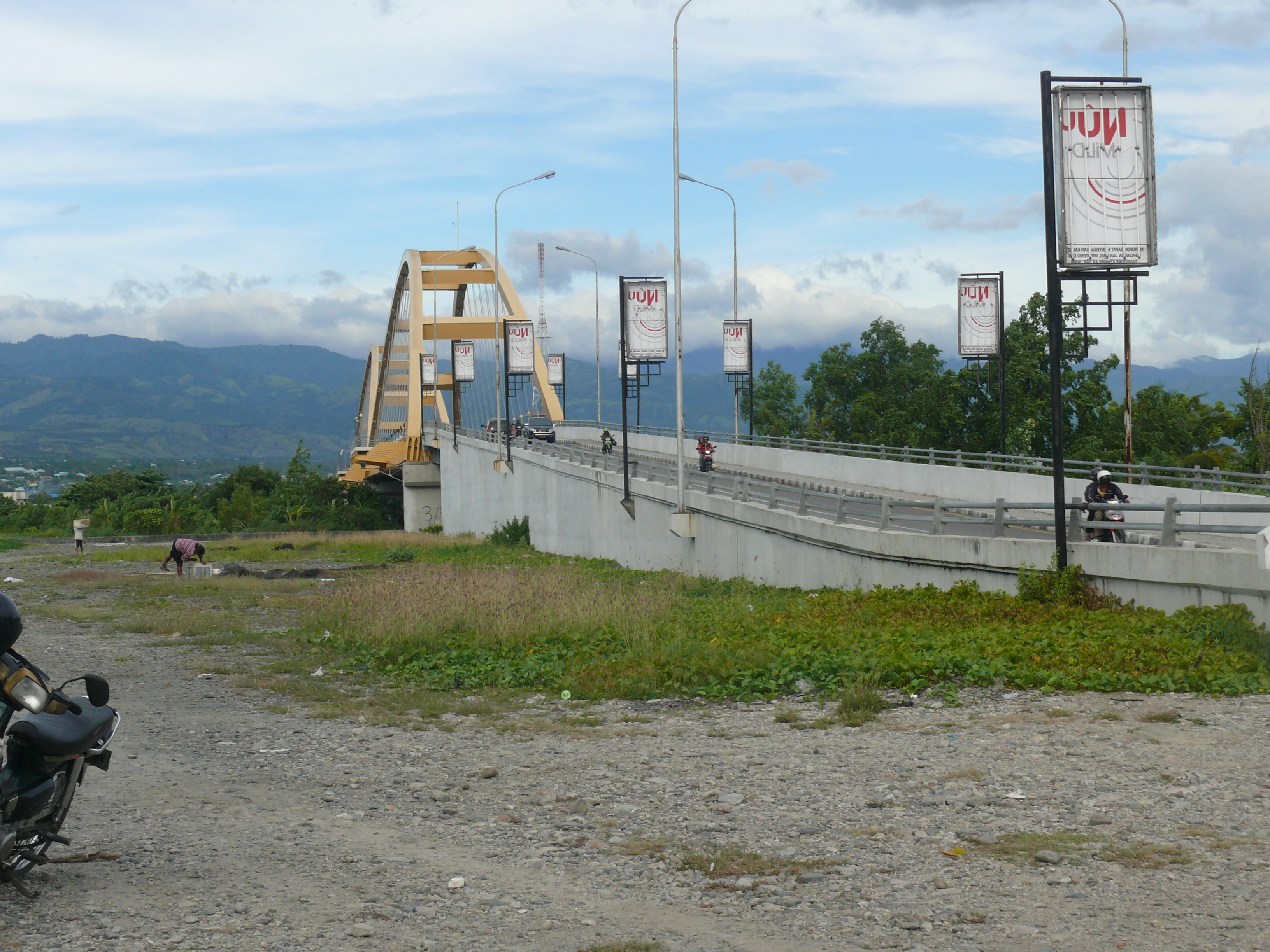
Auffahrt
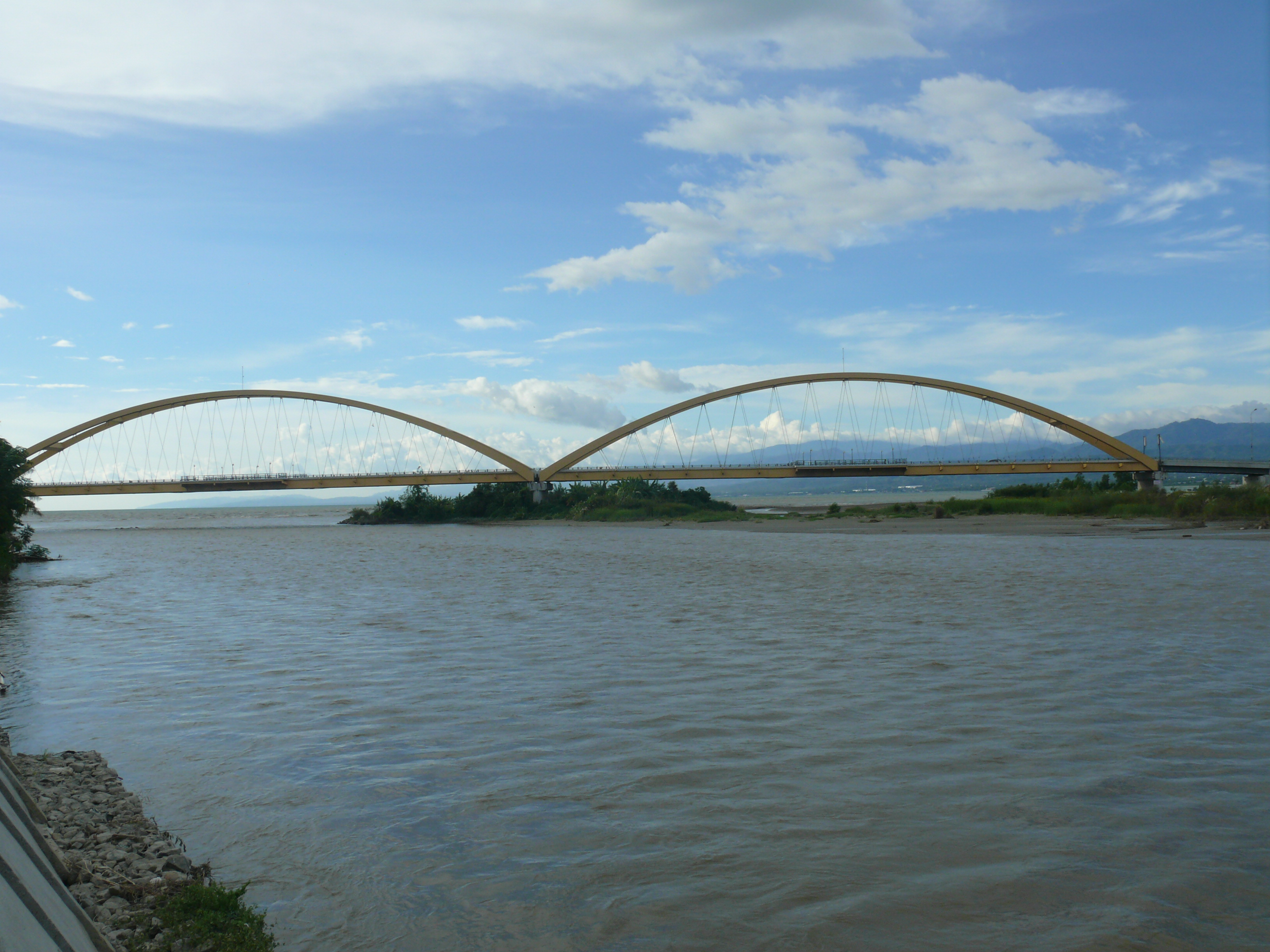
Vom Fluss aus